# Galácia (província romana)
Galácia era uma província do Império Romano na Anatólia (na moderna Turquia).

## História da região
A história desta região, a partir do século III a.C., mostra que houve muitas mudanças nas fronteiras e nas afiliações políticas desta região estratégica. Parece que, por volta de <span style="white-space:nowrap;277 a.C.">278, um grande número de celtas da Gália ou gauleses, que os gregos chamavam de Galátai (daí o nome desta região), atravessaram o Estreito do Bósforo e se estabeleceram nesta região. Trouxeram consigo suas esposas e seus filhos, e evidentemente evitavam casar-se com o povo já existente ali, perpetuando assim suas características raciais durante séculos. Eles ainda falavam sua língua gálata, de origem celta, no tempo de Jerônimo (347–420 d.C.), o qual descreveu que os gálatas de Ancira e o povo de Tréveris (localizada no que é hoje a Renânia alemã) falavam uma língua muito semelhante. Seu último rei da Galácia, Amintas, morreu em 25 a.C..

## Província de Augusto
Foi durante o reinado de Amintas como títere do Império Romano, e posteriormente, que a região denominada Galácia foi ampliada para incluir partes da Licônia, da Pisídia, da Paflagônia, do Ponto e da Frígia. Com a morte de Amintas, a região organizada como uma província pelo imperador Augusto (r. 27 a.C.–14 d.C.). A nova província abrangia a maior parte do antigo reino celta da Galácia e que tinha sua capital em Ancira. Ela era limitada por outras províncias romanas — em parte pela Capadócia, ao leste, pela Bitínia e Ponto, ao norte, pela Ásia ao oeste e pela Panfília, ao sul.
Foi ali que o apóstolo Paulo e outros missionários cristãos evangelizaram diversas cidades no século I, tais como Icônio, Listra e Derbe e nas quais organizaram as primeiras comunidades cristãs locais.
Paulo escreveu uma epístola às comunidades cristãs da Galácia, a Epístola aos Gálatas.

### Governantes
- Públio Juvêncio Celso 25 a.C.
- Públio Sulpício Quirino 11 a.C.
- Marco Pláucio Silvano 6/7 d.C.
- Marco Ânio Afrino 49-54
- Cneu Pompeu Colega 74/75 - 76
- Marco Hírrio Frontão Nerácio Pansa 77-80
- Tibério Júlio Cândido Mário Celso 87-88; 91-92
- Lúcio Antíscio Rústico 93-94
- Tito Pompônio Basso 94-101
- Caio Júlio Quadrado Basso 107-112
- Lúcio Catílio Severo Juliano Cláudio Regino 114-117
- Caio Trébio Sergiano 129
- Públio Juvêncio Celso 161-163
- Lúcio Egnácio Vítor Loliano 218

## Reformas
Durante as reformas de Diocleciano (284–304), porções no norte e sul da província foram destacadas e passaram a fazer parte das novas províncias da Paflagônia e Licônia respectivamente.
Em 398, durante o reinado de Arcádio, ela foi novamente dividida, desta vez em duas novas províncias chamadas de Galácia Prima (ou Galácia I) e Galácia Secunda (ou Galácia II, também chamada de Galácia Salutar). A Galácia Prima abrangia a região norte da antiga província, tinha Ancira como capital e era governada por um consular (consularis). A Galácia Secunda, por sua vez, abrangia a região sul e era liderada por um praeses a partir da cidade de Pessino. Ambas foram subordinadas à Diocese do Ponto, da Prefeitura pretoriana do Oriente. Elas foram brevemente reunidas novamente por Justiniano I (536–548), mas as províncias só deixaram de existir de fato quando a região foi incorporada pelo novo Tema Anatólico na segunda metade do século VII. Apesar disso, traços da antiga administração provincial ainda perduraram até pelo menos o início do século VIII.

### Sés episcopais
As sés episcopais da província da Galácia que aparecem no Anuário Pontifício como sés titulares são:
- Na Galácia Prima
  - Ancira
  - Aspona (Çeditoyük)
  - Cina (Yarasli)
  - Juliópolis
  - Verinópolis
- Na Galácia Secunda
  - Eudóxias
  - Germa na Galácia (Karaçapaşa ören, Masudçiftlik)
  - Gêrmia
  - Justinianópolis na Galácia (Sivrihisar)